# Unione Sportiva Fiumana
L'Unione Sportiva Fiumana, meglio nota come Fiumana, fu una società polisportiva italiana di Fiume, città oggi in Croazia; era nota per la sua sezione calcistica ma presentò squadre anche in altre discipline, come la pallanuoto.

## Storia
Nel 1904 venne fondato nella città autonoma di Fiume, al tempo Corpus Separatum della corona magiara dell'Impero austro-ungarico, il Club Sportivo Olimpia. La sezione calcistica iniziò la propria attività ufficialmente il 25 novembre 1906. Nel 1917 venne fondato come club dei lavoratori fiumani il Club Sportivo Gloria. Le due squadre diventarono subito i maggiori rivali dei seguenti campionati, rappresentando rispettivamente le classi sociali più abbienti e quelle più popolari della città. I due club finiranno per essere uniti nell'Unione Sportiva Fiumana il 2 settembre 1926. Come colori sociali l'Olimpia (dopo il 1918 rinominato Olympia), usava il bianco e il nero, classificandosi al 3º posto nel girone D del campionato di Seconda Divisione 1925-1926. Il Club Sportivo Gloria aveva invece come colori sociali il giallo e l'amaranto e si classificò al 4º posto dello stesso torneo, pur avendo le due squadre conquistato lo stesso numero di punti nel campionato, a causa del quoziente reti sfavorevole. La città (nella quale nel 1938 risultavano risiedere 53 896 abitanti) diede i natali in quei decenni ad alcuni giocatori di livello nazionale come Rodolfo Volk, Marcello Mihalich (il primo ad approdare alla nazionale maggiore), Ezio Loik, oltre alle due coppie di fratelli Andrea e Rodolfo Kregar e Mario e Giovanni Varglien.

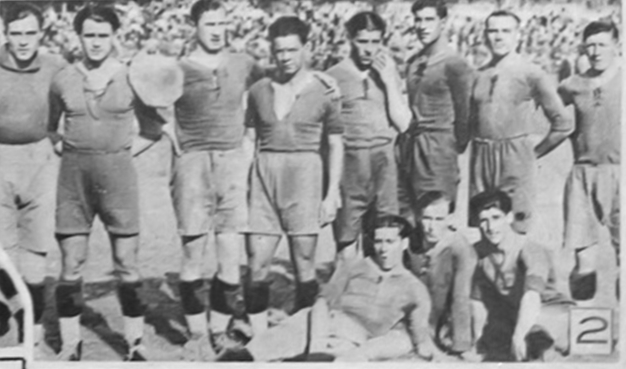
Una formazione del 1928-1929

I prodromi di questa fusione vanno ricercati nella grave crisi che colpì la FIGC nella primavera del 1926 e che fornì l'occasione per l'intervento del regime fascista nel mondo del calcio con la riorganizzazione imposta alla federazione dopo la stesura della Carta di Viareggio del 2 agosto 1926 che portò, con l'istituzione della "Divisione Nazionale" (una sorta di massima serie divisa in due gironi), alla nascita dell'antesignana della Serie A. La ristrutturazione su scala nazionale dei campionati non poté avvenire in molte realtà locali sulla base delle società esistenti, motivo per cui il regime favorì (laddove non impose) l'accorpamento e le fusioni societarie su base cittadina anche perché vedeva di cattivo occhio rivalità all'interno delle città che contrastassero con le sue finalità di pace sociale. In città di confine e per di più contese come Fiume, questa visione fu subito prevalente. Non va esclusa tuttavia l'esigenza cittadina di rinforzare la propria forza in campo calcistico riunendo le forze delle due maggiori compagini cittadine in modo da poter meglio figurare nei tornei nazionali, specie dopo la costruzione del nuovo stadio.
I colori sociali del nuovo club (rosso cardinale, blu e giallo), seppur simili a quelli del C.S. Gloria, vennero ereditati dal tricolore della bandiera del cessato Stato Libero di Fiume (cremisi, oro e indaco). Il campo di gioco fu costruito sbancando un intero costone di montagna in frazione Borgomarina nel 1925, venendo denominato durante il periodo italiano "Stadio Comunale del Littorio" come era chiaramente visibile dalla grande scritta posta all'inizio della strada che conduceva all'impianto e che ne costituiva l'entrata. Attualmente si chiama invece stadio Cantrida o Kantrida in croato. Il club in maglia rosso cardinale o in alcune occasioni, specialmente nei suoi primi anni di vita, arancione con stella bianca, calzoncini blu e calzettoni blu con risvolto amaranto e giallo (sempre a ricordare la bandiera dello Stato Libero di Fiume) prese parte inizialmente al campionato interregionale di Prima Divisione, secondo livello dell'epoca.

Cartolina delle edizioni Magià con una rappresentazione stilizzata degli anni trenta dei simboli della Fiumana.

### Gli anni migliori
Nella stagione di Prima Divisione 1926-1927 la Fiumana terminò il torneo classificandosi al quinto posto nel girone "B" lasciando dietro di sé altre cinque squadre. Nel successivo campionato di Prima Divisione 1927-1928 la squadra quarnerina si classificò al 3º posto (su 10 squadre) e, inoltre, partecipò alla Coppa Federale 1927-1928 vincendola. Inizialmente esclusa dal novero delle squadre cadette ammesse d'ufficio in Divisione Nazionale in seguito all'allargamento del massimo campionato da 24 a 32 squadre stabilito il 28 giugno 1928, vi fu ammessa a poche settimane dall'inizio dei campionati occupando il posto lasciato libero dalla fusione tra Inter e US Milanese. Tale fusione fu imposta dalle autorità fasciste con l'obiettivo politico di inserire nel giro del grande calcio un'ulteriore società proveniente dalle terre redente della Venezia Giulia in aggiunta alla Triestina.
La Fiumana si classificò al 14º posto nel girone B della Divisione Nazionale 1928-1929 e fu destinata alla neonata Serie B. La successiva stagione di seconda serie fu conclusa dalla squadra fiumana all'ultimo posto nel campionato di Serie B 1929-1930, retrocedendo nuovamente nei tornei interregionali.
Successivamente partecipò, dal 1930 al 1941, al campionato di terza serie denominato inizialmente "Prima Divisione", per poi mutare nome nel 1935 in Serie C. La Fiumana in quegli anni ebbe giocatori del livello di Andrea Kregar ed altri di notorietà anche internazionale.
Vincendo la Serie C 1940-41 la Fiumana fu nuovamente promossa in Serie B. Anche in questo caso però, la stagione tra i cadetti (Serie B 1941-1942) dei fiumani si concluse amaramente, dato che per due soli 2 punti di distacco dal Savona retrocedettero in Serie C.
Il campionato di Serie C 1942-1943 fu l'ultimo campionato italiano della Fiumana, che si concluse con un onorevole 3º posto nel girone A. In quel torneo giocava anche un altro team della città, la squadra dei Magazzini Generali. La Fiumana si dissolse nella primavera del 1943: l'ultima partita fu disputata il 14 marzo sconfiggendo per 4-1 il Vittorio Veneto.

### Fondazione del Kvarner
Un primo omaggio al club fiumano in Italia si ebbe sul finire degli anni quaranta a Torino, città in cui fu forte l'immigrazione dei giuliano-dalmati nel dopoguerra. Alcuni tifosi fondarono una squadra amatoriale che voleva omaggiare nel nome la Fiumana, e che giocò a livello amatoriale locale Piemontese per alcuni decenni fino allo scioglimento risalente al 1985. A partire dal 2008, su iniziativa dei fratelli zaratini Antonio e Sergio Vatta (quest'ultimo già allenatore della Nazionale femminile e dirigente di Torino, Alessandria e Novara), Furio Kristovich e Franco Sattolo si fece partire per un progetto di rifondazione della Fiumana, ancora a Torino, con richiesta di ammissione della squadra al campionato di Serie C1 e l'utilizzo dello Stadio Primo Nebiolo, al Parco Ruffini. Il progetto ebbe il sostegno morale di molti big del calcio torinese come Cobolli Gigli e Marchionne, ma fu presto bloccato dalla FIGC nel novembre del 2008, con una lettera di risposta ufficiale del presidente Giancarlo Abete nella quale salutò l'iniziativa in quanto molto nobile nello spirito, ma sanciva anche che "il titolo sportivo nelle serie italiane della Fiumana era decaduto con il passaggio della città a nuovo stato" e che "l'ordinamento federale della FIGC non permette l'attribuzione dello stesso a nessuna nuova società".
La fine della seconda guerra mondiale sancì il passaggio di Fiume, nonché dell'Istria e di Zara, alla Jugoslavia. Nel 1945-46 l'Unione Sportiva Fiumana cambia ragione sociale da Unione dei Fasci Sportivi a Rappresentativa Sindacale Fiumana, in linea con la loro politica di sciogliere le preesistenti società professionistiche sostituendole con società polisportive sindacali e giovanili. La "Fiumana Nuoto" sembrerebbe comunque aver continuato la propria attività sotto il profilo esistente, presumibilmente attraverso il trasferimento della propria sede in Italia. Il 29 luglio 1946 la dirigenza della Rappresentativa Sindacale si riunisce per trovare il modo di partecipare al campionato primo Jugoslavo che stava per essere lanciato nell'autunno seguente, e ritiene di doversi presentare con un nome e ragione sociale nuovi, al fine di essere accettata alla competizione dal regimo di Belgrado, al tempo ancora ammistratore d'occupazione militare per la città. Si crea così il brand Società Cultura Fisica Quarnero, che a breve avrebbe aggiunto al proprio nome pure la versione croata Kvarner, diventando così ufficialmente bilingue. I soci fondatori ed i giocatori e dirigenti della Fiumana confluiscono in toto nel Quarnero, seppure per motivi politici nello statuto non si menzionava il nome Fiumana, proprio per la volontà da parte della dirigenza di evitare rifiuti da parte delle autorità jugoslave. Nel 1954, nel momento di maggior tensione tra Italia e Jugoslavia, le autorità titine decisero di abolire il bilinguismo della città costringendo di conseguenza pure il Kvarner-Quarnero a cambiare denominazione in Rijeka.
A seguito della pubblicazione della monografia Rijeka bijelih snova, è stata celebrata e riconosciuta in modo ufficiale dal club e dalla federcalcio croata la continuità storica tra Olimpia poi Fiumana e Quarnero poi Rijeka, tanto da sostenere la retrodatazione dal 1946 al 1904/6 dell’anno di fondazione del HNK Rijeka.

## Allenatori e presidenti
| Allenatori - 1926-1927 Béla Károly - 1927-1929 Delfino Costanzo Valle - 1929-1930 Imre Emmerich (Pozsonyi) (esonerato) - 1930-1931 - 1931-1932 - 1932-1933 Luigi Ossoinach - 1933-1936 Andrea Kregar - 1936-1938 Eugen Payer - 1938-1940 Marcello Mihalich - 1940-1942 Angelo Piccaluga - 1942-1944 Artur Kolisch | Presidenti - 1926-1928 Giovanni Stiglich - 1928-1929 Ramiro Antonini - 1929-1931 Oscar Sperber - 1931-1936 Costanzo Delfino - 1936-1937 Alessandro Szemere - 1937-1938 Eugenio Zoncada - 1938-1939 Alessandro Andreanelli - 1939-1940 Giuseppe Ianetti - 1940-1941 Alesandro Andreanelli - 1941-1942 Carlo Descovich - 1942-1945 Andrea Gastaldi |

## Palmarès

### Competizioni nazionali
- Coppa Federale 1927-1928: 1

1927-1928

### Competizioni interregionali
- Serie C: 1

1940-1941

### Altri piazzamenti
- Serie C:

Secondo posto: 1942-1943 (girone A)
- Prima Divisione:

Secondo posto: 1934-1935 (girone A)

## Statistiche e record

### Partecipazioni ai campionati nazionali
| Livello | Categoria           | Partecipazioni | Debutto   | Ultima stagione | Totale |
| ------- | ------------------- | -------------- | --------- | --------------- | ------ |
| 1º      | Divisione Nazionale | 1              | 1928-1929 | 1928-1929       | 1      |
| 2º      | Prima Divisione     | 2              | 1926-1927 | 1927-1928       | 4      |
| 2º      | Serie B             | 2              | 1929-1930 | 1941-1942       | 4      |
| 3º      | Prima Divisione     | 5              | 1930-1931 | 1934-1935       | 12     |
| 3º      | Serie C             | 7              | 1935-1936 | 1942-1943       | 12     |

### Partecipazione alle coppe
| Competizione   | Partecipazioni | Debutto   | Ultima stagione | Totale |
| -------------- | -------------- | --------- | --------------- | ------ |
| Coppa Italia   | 8              | 1926-1927 | 1941-1942       | 8      |
| Coppa Arpinati | 1              | 1926-1927 | 1926-1927       | 2      |
| Coppa Federale | 1              | 1927-1928 | 1927-1928       | 2      |

### Statistiche individuali
| Record di presenze - 229 Giovanni Maras - 199 Natale Froglia - 196 S. Raicovich - 191 N. Milinovich - 171 Rodolfo Volk - 156 Ervino Loik - 138 Olindo Serdoz - 132 Teodoro Kovacich | Record di reti - 90 Rodolfo Volk - 73 Natale Froglia - 47 Zulliani - 45 Olindo Serdoz - 38 Marcello Mihalich - 36 Kregar - 28 Poggi - 28 Quaresima - 20 Zidarich - 18 Kovacich |

Fonte: (HR) Ferruccio Burburan e Zlatko Moranjak, Rijeka nogometa 1873-1948,  p. 117.